# Liste der Mitglieder der Deutschen Akademie der Naturforscher Leopoldina/1744
Die Liste der Mitglieder der Deutschen Akademie der Naturforscher Leopoldina für 1744 enthält alle Personen, die im Jahr 1744 zum Mitglied ernannt wurden. Insgesamt gab es vier neu gewählte Mitglieder.

## Mitglieder
| Nr. | Name                      | Beiname                  | Geboren       | Aufnahme | Gestorben     | Bild                                                      | Datenbank |
| --- | ------------------------- | ------------------------ | ------------- | -------- | ------------- | --------------------------------------------------------- | --------- |
| 535 | Anton Wilhelm Plaz        | Plistonicus III.         | 2. Jan. 1708  | 23. Jan. | 26. Feb. 1784 |                                                           | 6040      |
| 536 | Philipp Adolph Böhmer     | Herophilus II.           | 25. Aug. 1717 | 23. Mrz. | 1. Nov. 1789  | Philipp Adolph Böhmer                                     | 2070      |
| 537 | Johann Gottlieb Gleditsch | Theophrastus Eresius II. | 5. Feb. 1714  | 28. Mai  | 6. Okt. 1786  | Johann Gottlieb Gleditsch, Stich von Daniel Berger (1789) | 2944      |
| 538 | Andreas Westphal          | Dorotheus III.           | 19. Feb. 1720 | 27. Jul. | 16. Dez. 1788 |                                                           | 7252      |

## Hinweis zu den Lebensdaten
In der Liste sind zunächst die Lebensdaten gemäß Archiv der Leopoldina aufgenommen. Die Lebensdaten im Namensartikel können daher von den Lebensdaten in der Liste abweichen.